# Laurent Lamothe
Laurent Lamothe (Port-au-Prince, 14 agosto 1972) è un politico e imprenditore haitiano, nominato Primo Ministro di Haiti il 16 maggio 2012, ha presentato le sue dimissioni il 14 dicembre 2014 al Presidente Martelly quando una grave crisi politica ha attraversato il paese.